# Josef Vimmer
Josef Vimmer (* 22. května 1939, Kladno) je český trenér ledního hokeje, bývalý československý hokejový útočník a fotbalista.

## Biografie
Narodil se v Kladně, kde začal hrát lední hokej. V roce 1950 se dostal do družstva Tožičkových žáčků. V dorostu vyrůstal pod vedením trenéra Korycha, který kladenské družstvo přivedl k přebornickému titulu. Na jaře roku 1957 si ho trenér Sýkora vybral společně s Jaroslavem Jiříkem a Jindřichem Karasem do prvního kladenského mužstva. Jejich řada se osvědčila.
Během vojenské základní služby hrál v Dukle Jihlava. Josef Vimmer se stal v sezoně 1961–1962 se 37 brankami králem ligových střelců. V barvách Kladna sehrál během 17 sezon (v letech 1957–1973) 752 utkání a vstřelil 659 gólů (z toho 446/289 v nejvyšší soutěži). Celkovou bilancí 659 vstřelených branek za Kladno v součtu mistrovských i přátelských zápasů je na nejvyšší příčce mezi kladenskými střelci. Za úspěšnou sportovní činnost byl při příležitosti oslav 60. výročí československého hokeje jmenován mistrem sportu. Během své bohaté sportovní činnosti oblékl více než stokrát reprezentační dres dorostu, juniorů nebo B-mužstva. Nikdy však nenastoupil za československé "áčko". K jeho osobě spoluhráč František Pospíšil mj. poznamenal: "Trenéři reprezentace ho bedlivě sledovali – když zrál, byl ještě mladý, když vyzrál, nebyl už perspektivní. Jeden z nejlepších ligových hráčů oblékl dres se lvíčkem pouze v několika přípravných zápasech. Byl jedním z kladenské party, ze které hokejisté neodcházeli. Chyběl jenom 2 roky vojny, a zatímco pomáhal budovat jihlavskou Duklu, doma mu unikl jediný mistrovský titul éry, ve které hrál. Tvrdil, že až nebude stačit rychlostí, odejde. V patnácté ligové sezoně zůstal ze slavného útoku sám, ale Kladno ho dál potřebovalo. Už ne jako střelce, ale jako vychovatele. Na levé křídlo dostal Luboše Bauera, do středu Milana Nového; první byl mladší o 10 let, druhý o 12. Hrál tedy a stálo ho to dvakrát tolik potu. Na dresu nosil 17. Když věděl, že ho na konci 17. sezony svlékne, chtěl se loučit nejen slavnostně, ale i užitečně..."
Na jaře roku 1973 přestoupil do druholigové Auto Škody Mladá Boleslav, kde o rok později ukončil svoji bohatou aktivní sportovní činnost. Od roku 1972, kdy absolvoval trenérský kurz II. třídy trénoval mládežnická družstva PZ Kladno. A titul mistra republiky mu nakonec neunikl. V sezoně 1979–1980 se stalo A-mužstvo POLDI SONP pod vedením trenérské dvojice Pospíšil-Vimmer vítězem I. ligy. Od roku 1982 několik sezon trénoval dorostence POLDI SONP, v letech 1985–1991 vedl reprezentační mužstvo do dvaceti let a získal s ním titul mistra Evropy za sezonu 1987–1988. Poté nastoupil trenérskou dráhu v zahraničí (Bad Tölz, EC Wilhelmshavem ad.). V sezoně 2002–2003 byl trenérem Berounských medvědů v I. lize. V mládí patřil také mezi fotbalové talenty, s dorostem Baníku Kladno získal titul mistra republiky v roce 1956 a 1958.